# アレヴィー派

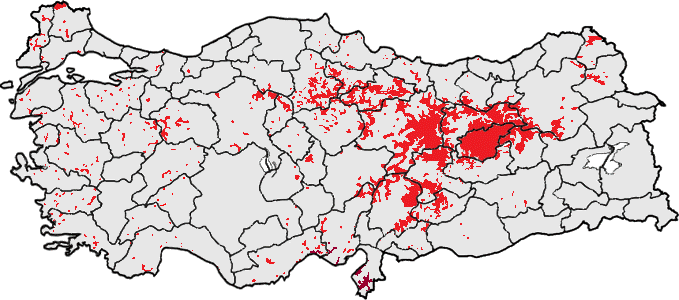
トルコ共和国内のアレヴィー派居住地

アレヴィー派（アレヴィーは、Alevî）は、トルコおよびブルガリアのトルコ人・クルド人の間にみられるイスラム教（イスラーム）の一派。日本語では、アレヴィ、アレビ、アレウィーなどの表記が用いられることがある。

## 宗派の位置づけ
第4代正統カリフのアリーを崇敬するため、「アリーに従う者」を意味するアレヴィーと呼ばれる。同一語源の名を持つシリアのアラウィー派との関係については不明の点も多い。
アレヴィー派自身は、イスラームであることを主張するが、スンナ派はアレヴィー派をイスラームと認めておらず、異端と見なしている。アレヴィー派は、トルコ人の先祖が中央アジアに展開していたイスラーム化以前の時代に由来するシャーマニズムの要素をもち、シーア派の教義も取り込んでいる。このため、「シーア派の分派」と説明されることもある。アレヴィー派は、一夫多妻やメッカ巡礼には否定的で、モスクはもたない。
アリーをはじめ十二イマームを崇拝するものの、アレヴィー派がシーア派からどのように分派してきたか、あるいはそもそもシーア派に連なる宗派なのかは明らかではない。トルコやバルカン半島に広がり、一般には神秘主義教団に分類されるベクタシュ教団と教義などの面で共通するところが多く、ベクタシュとアレヴィーはアナトリア半島の土俗的なイスラム信仰を同一の根源とする一体のセクトであるとも考えられる。

## トルコにおけるアレヴィー
アレヴィー派はアナトリア東南部を中心に一定の勢力を保っており、その信者数はトルコ国民の1割あるいは2割を占めるとされる。一説には3割を占めるともいう。オスマン時代にさまざまな弾圧を受けたほか、現在のトルコ共和国でも多数派のスンナ派から異端視されることがしばしばあり、「歴史的に二級市民扱いされてきた存在」と説明される。
1993年7月2日、スィヴァスで開催されたピール・スルタン・アブダル祭に招待された知識人たちが滞在していたマドゥマク・ホテルが、反アレヴィー派のデモ隊により放火され、33名の招待客、2名のホテル従業員、2名のデモ参加者の計37名が焼死するという事件も起こっている。
アレヴィー派はトルコにおいては宗教的・民族的マイノリティであることから、共和人民党などの世俗主義派や改革派を支持する傾向がある。トルコにはアレヴィー派を巡る政治問題も存在し、ジェムエヴィと呼ばれるアレヴィー派の宗教施設の法的地位や、学校の必修科目である宗教科目の扱いなどが課題となっている。

### 蔑称にまつわる騒動
トルコにおいてクズルバシュ(直訳すると赤い頭)という単語は、アレヴィー派に対する最大の侮辱であり、中傷であると見なされている。トルコ国外では「クズルバシュ」は単なる歴史用語以上の意味はなく、またトルコ語の辞典でこの言葉は「シーア派の一集団の構成員に与えられた名前」としか記されていないが、トルコ社会ではこの言葉が何を意味しているのかは公然の秘密であり、不用意かつ不適当な場面でこの言葉を用いた際には、殺傷事件にまで発展しかねない宗教上のタブー用語であることを、トルコ人なら誰もが知っているという。
1995年1月にギュンレル・ウミットという司会者が、あるゲーム番組で妊娠している素人の女性と冗談を言い合っていた際に、その女性が「お腹の子の父親があなたでないとしたら、私の父親かしら」と発言したことを受けて、「お前さんはクズルバシュなんだね、多分」と言い返した。その直後、ウミットは失言を取り消して謝罪したものの、この失言はアレヴィー派に多大な反発を引き起こすこととなった。この番組を放映したテレビ局には数千名のアレヴィー派が抗議に押し寄せて、一部は暴徒化するなど治安部隊と衝突する事態にまで発展した。一方、アレヴィー派によれば、この時アレヴィー派ではない何者かがテレビ局に火を放とうとしたが、アレヴィー派がそれを阻んだという。さらに、ウミットに何かあってはならないと、自分たちを侮辱したウミットを守るため護衛にさえ付いたとも語った。なお、この事件が2ヵ月後にイスタンブールで起こった宗派対立に起因するアレヴィー派と警察や治安部隊との大規模な衝突事件の伏線になったとも言われている。
その後、2010年にはタレントのメフメト・アリ・エルビルが司会を務めていた「チャルクフェレキ」という番組で、アレヴィー派に対して「ろうそくの火（アレヴの字義は炎）が消えたって？ここで消しているんだよ」と失言した。エルビルは以前にも「僕がクズルバシュだって、そんなばかな？」と発言したこともあった。番組を放映したスターテレビは、「チャルクフェレキ」の放映を中止することを発表するとともに、エルビルも謝罪の意を述べたものの、アレヴィー派から多大な反発を受けて抗議活動が展開されることになった。
アレヴィー派とみなされるには、アレヴィー派の母親または父親のもとに生まれる必要があります。